# Indische muskaatduif
De Indische muskaatduif (Ducula badia) is een vogel uit de familie der Columbidae (Duiven en tortelduiven).

## Verspreiding en leefgebied
Deze soort komt wijdverspreid voor in Azië en telt drie ondersoorten:
- D. b. insignis: de centrale en oostelijke Himalaya.
- D. b. griseicapilla: van noordoostelijk India tot zuidwestelijk en zuidelijk China, Indochina en Myanmar.
- D. b. badia: van Maleisië tot Sumatra, Borneo en westelijk Java.